# Claqueta

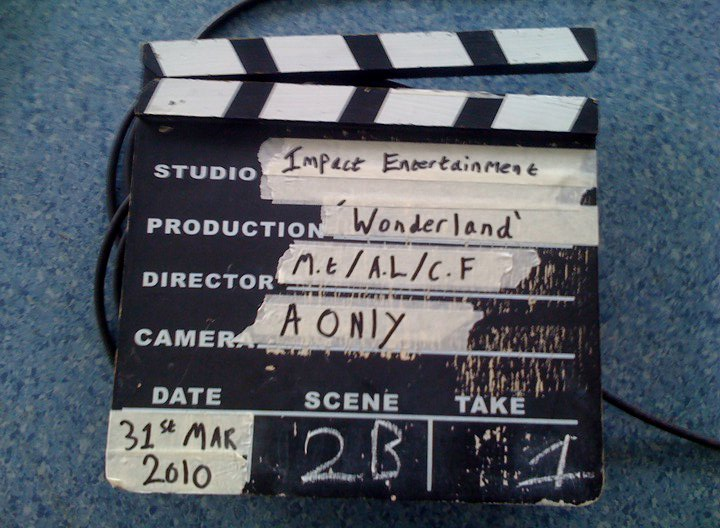
Una claqueta tradicional de madera.

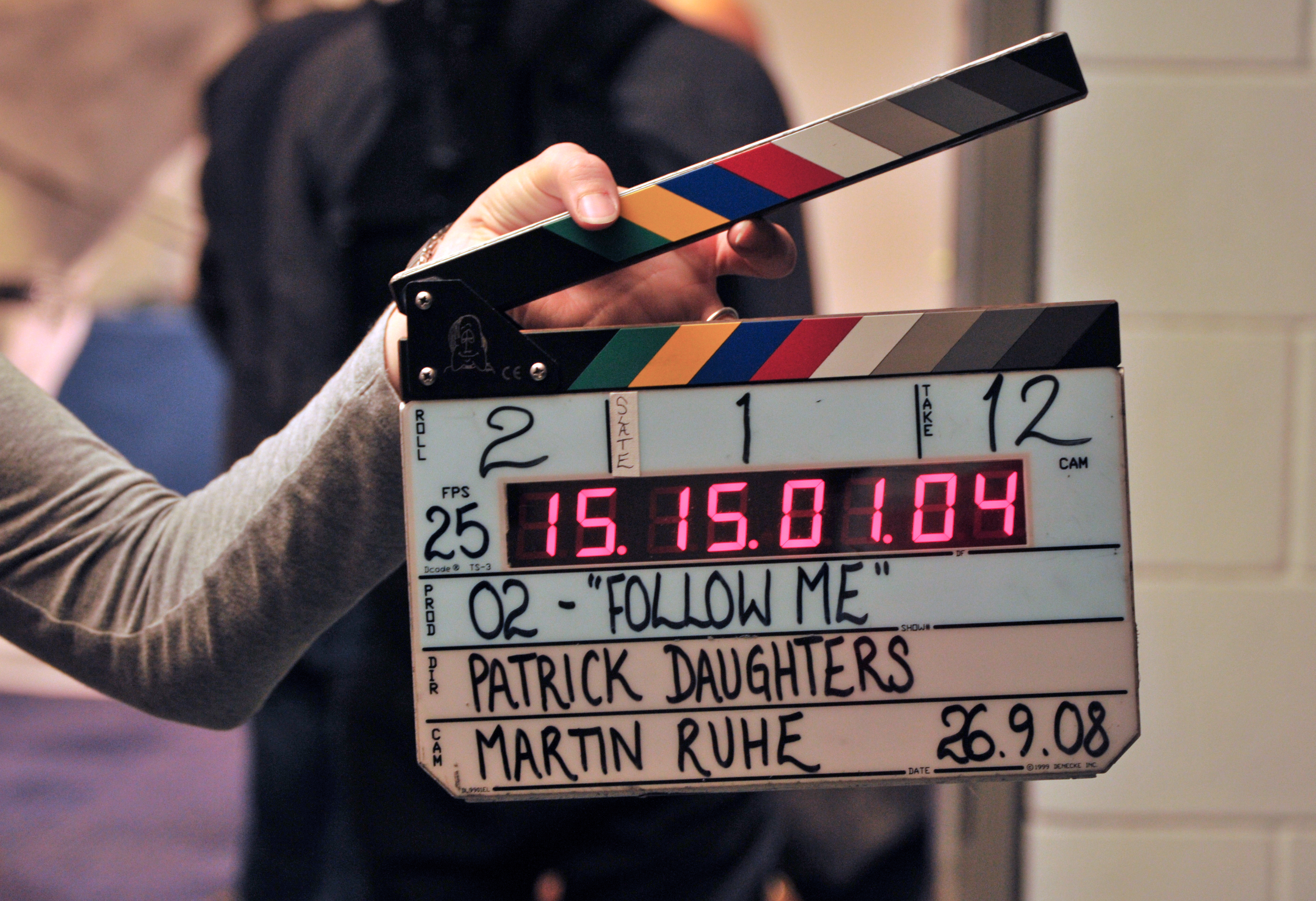
Una claqueta electrónica manufacturada por la compañía Denecke.

Una claqueta es un dispositivo utilizado en la producción de vídeo y cine. Asiste en la sincronización de imagen y sonido, y para identificar claramente qué escena o toma se esté grabando. 

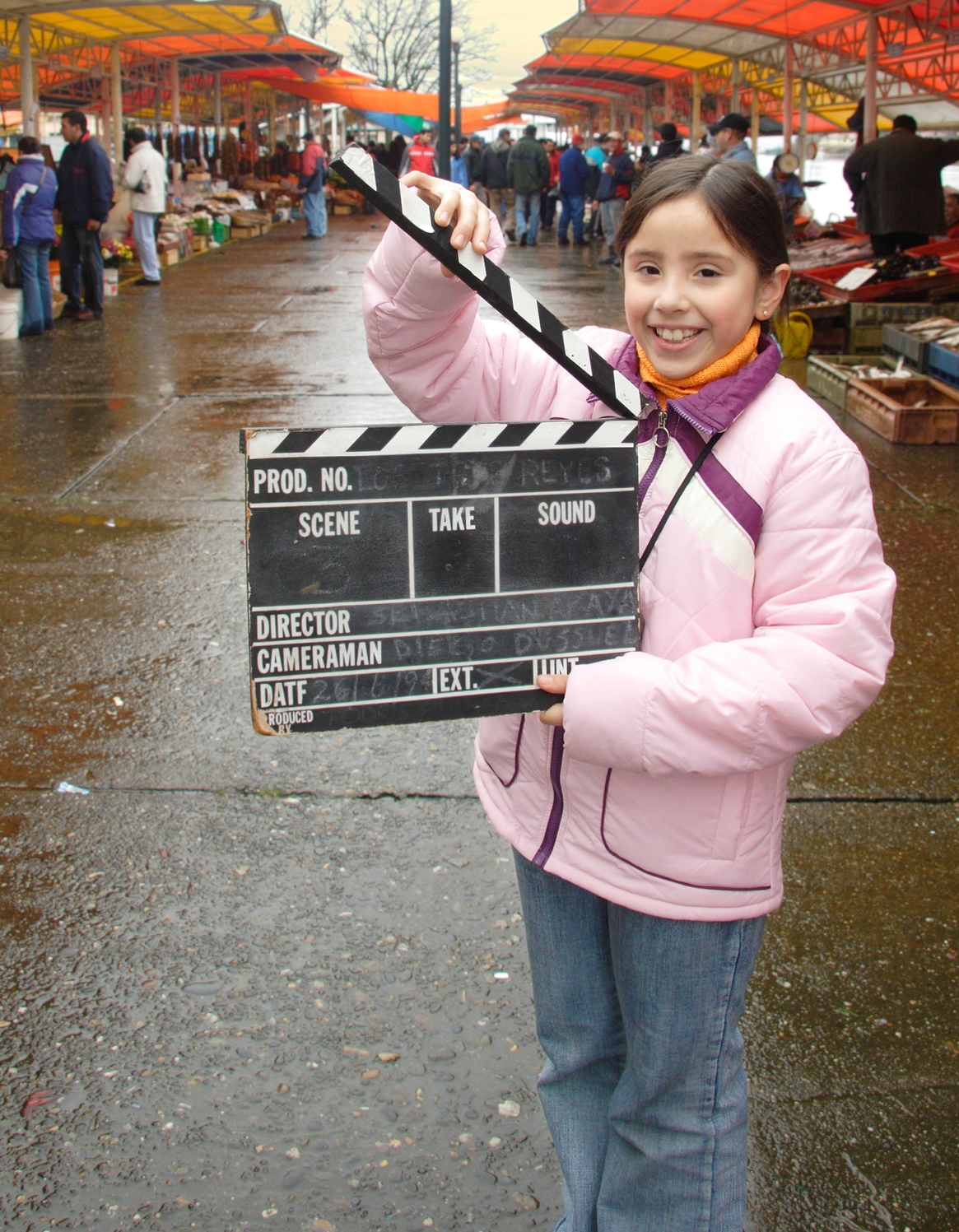
Niña sosteniendo una claqueta de madera.

## Uso
Uno de los miembros del equipo de cámara coloca la claqueta frente a la cámara y se ruedan algunos segundos para que la información que muestra quede grabada en el soporte que registra la imagen.
En los rodajes con registro simultáneo de sonido (lo que se denomina sonido directo), la persona que maneja la claqueta mantiene en alto la barra articulada y, en el momento en que la cámara comienza a rodar, recita en voz alta el número de secuencia, el número de plano y el número de toma. Es lo que, en argot profesional, se llama cantar la claqueta. A continuación, con un movimiento rápido, golpea la barra articulada contra el borde superior de la claqueta, generando un ruido seco. Ese sonido es lo que se denomina clak (y de ahí el nombre de claqueta). Durante la posproducción, un técnico busca en la imagen el momento preciso en que la barra golpea el borde de la claqueta. De igual modo, en la grabación de sonido localiza el ruido del golpe que se generó en ese instante. La coincidencia de ambos puntos le permite sincronizar la imagen y el sonido que fueron registrados por separado.

## Funciones
La claqueta tiene varias funciones en la grabación de una película:
- Indica de qué producción se trata.
- Enumera el rollo de película.
- Enumera los planos y las tomas.
- Sincroniza imagen y sonido.

## Historia
Antes de la claqueta, en la época del cine mudo se utilizaban placas de pizarra en las que se escribía la información necesaria. Fue a partir de la aparición del sonido grabado se colocó la pieza superior para tener también una guía auditiva. Esta adición se le atribuye al australiano Frank Thring.
Pasado el tiempo, comenzaron a utilizarse claquetas de madera, todavía en uso, y posteriormente también de plástico o electrónicas.